# Safri Duo
Safri Duo — датский перкуссионный дуэт, исполняющий электронную музыку. Название Safri составлено из первых букв фамилий участников дуэта: Уффе Савери и Мортен Фрис. В 1990-х годах коллектив выпустил 6 альбомов, пока не был обнаружен диджеем и продюсером Михаэлем Парсбергом. Записанная с ним в 2001 году композиция Played-A-Live достигла первых мест в европейских чартах. Этот сингл с альбома Episode II получил в разных странах статус платинового, будучи проданным более 1,5 миллиона раз.
Савери и Фрис знакомы с десятилетнего возраста, вместе окончили Датскую королевскую музыкальную академию.
Последний альбом группы — Greatest Hits — вышел в 2010 году.

## Состав
- Уффе Савери (Uffe Savery), родился 5 апреля 1966 года
- Мортен Фрис (Morten Friis), родился 21 августа 1968 года

## Дискография
| - Turn Up Volume (1990) - Works for Percussion (1995) - Lutoslawski, Bartók, Helweg (1995) - Percussion Transcriptions (1995) - Goldrush (1996) - Bach to the Future (1998) - Episode II (2001) - 3.0 (2003) - Origins (2008) | - «Played-A-Live (The Bongo Song)» (2000) - «Samb-Adagio» (2001) - «Baya Baya» (2001) - «Sweet Freedom» (feat. Michael McDonald) (2002) - «Fallin' High» (2003) - «All the People in the World» (feat. Clark Anderson) (2003) - «Rise (Leave Me Alone)» (feat. Clark Anderson) (2004) - «Knock on Wood» (feat. Clark Anderson) (2004) - «Twilight» (2008) - «Helele» (feat. Velile) (2010) - «Zeit der Sommernächte» (mit Oonagh) (2017) |